# Lavoisiera francavillana
Lavoisiera francavillana är en tvåhjärtbladig växtart som beskrevs av Célestin Alfred Cogniaux. Lavoisiera francavillana ingår i släktet Lavoisiera och familjen Melastomataceae. Inga underarter finns listade i Catalogue of Life.